# Mazhabi
 (septembre 2013).

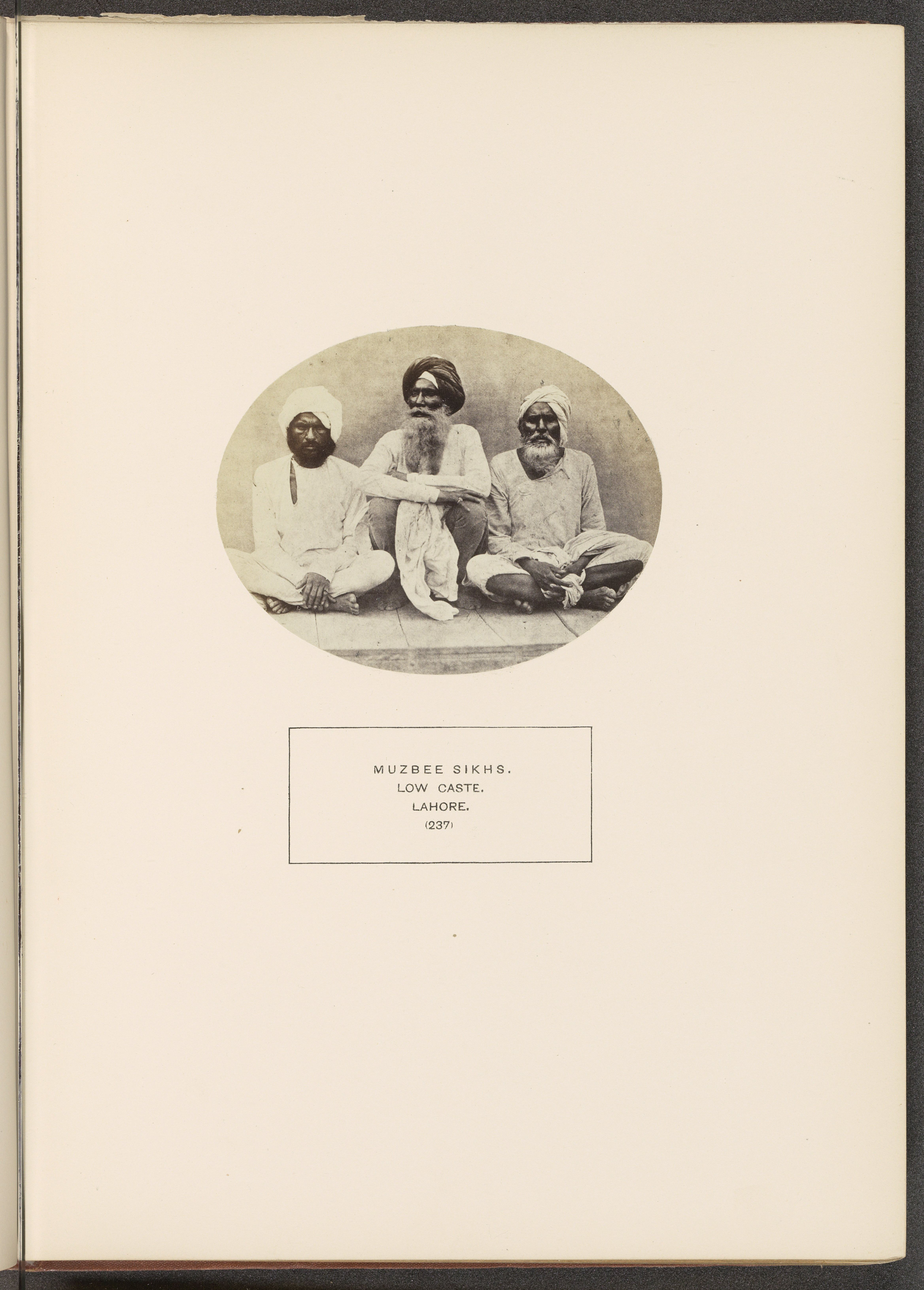
Portrait de 3 Mazhabi inconnus vers 1862–72.

Un Mazhabi à l'origine est un membre de la caste Chuhra, apparenté comme balayeur, un intouchable; la plus basse place dans la hiérarchie hindoue des castes. Si quelqu'un en touchait un, il polluait son corps. Dans le sikhisme, avec l'enseignement de Guru Nanak et ses neuf autres gourous, enseignement qui prônait l'égalité entre tous les humains, des Mazhabi sont venus rejoindre cette foi égalitaire; ils ont été appelés sikhs mazahabi ou sikhs mazhbi, ou encore sikhs majhabbi. Ses membres sikhs se sont fait remarquer en 1675 lorsqu'ils ont sauvé la relique qu'était la tête de Guru Tegh Bahadur, après son martyre, et l'ont apporté à son fils. Guru Gobind Singh a alors promu au rang de Ranghretas les Mazhabi c'est-à-dire qu'ils étaient ses fils. À une époque qui se voulait paisible, les sikhs mazhabi étaient devenus des fermiers au Penjab.
La période la guerre avec les Moghols a marqué l'histoire sikhe et leur histoire; d'autres épisodes sanglants ont aussi entaché l'histoire de l'Inde comme la guerre contre les Britanniques, puis avec les Britanniques, et enfin la Seconde Guerre mondiale. Durant ces conflits les Mazhabi ont montré leurs valeurs de guerriers; leur bravoure et leur endurance les a fait remarquer.
D'un point de vue religieux, lors des réformes qui ont eu lieu au XXe siècle, les sikhs Mazhabi ont contribué activement à leurs avancements. Ils ont été reconnus comme un groupe à part entière de la communauté sikhe, et à ce titre, de ses membres ont reçu des emplois d'état au sein de l'éducation par exemple; et ils ont décroché une représentation politique.